# Улица Толстого (Ялта)
Улица Толстого — короткая, около 300 м, улица в исторической части Ялты. Проходит по склону Поликуровского холма от улицы Свердлова до улицы Дражинского.

## История

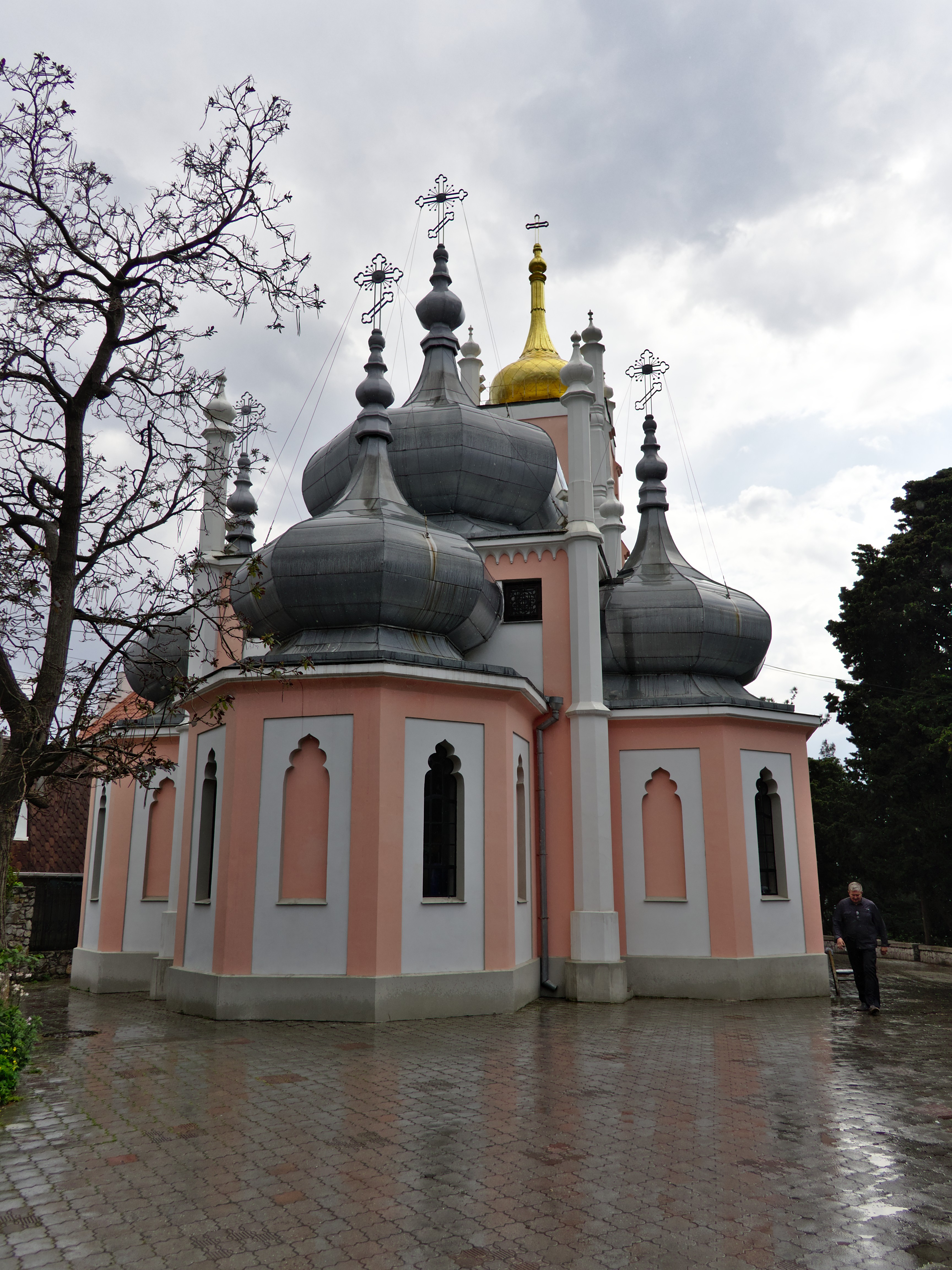
Церковь Иоанна Златоуста

Первоначальное название — Церковная, дано по храму Святого Иоанна Златоуста. Храм строился с 1832 по 1837 годы и был освящён 16 сентября 1837 года, за день до присвоения Ялте статуса города. Император Николай I со своей семьёй побывал в храме сразу после его освящения. 
Рядом с собором была построена трёхъярусная колокольня. Часть современной улицы, тогда проезд от Массандровской улицы мимо храма к Массандровскому (ныне — Поликуровскому) кладбищу, носила название «Кладбищенская».
Современное название в честь русского писателя Л. Н. Толстого (1828—1910). Лев Толстой приезжал в Крым трижды и провёл там в общей сложности около двух лет, офицером-артиллеристом участвовал в Крымской войне.
В дореволюционные годы на улице работала церковно-приходская школа.
Улица задействована в съёмках фильма «Новые приключения неуловимых».

## Известные жители
- Дмитрий Матренинский, управляющий Рязанско-Уральской железной дороги[11];
- д. 8/2 — Фёдор Штангеев, врач[12].

## Достопримечательности
- д. 2 — Дом Кондакова Н. П.;
- д. 8 — Дом Штангеева Ф. Т.;
- д. 10 — Храм Святого Иоанна Златоуста. Здание построено по проекту архитектора Г. И. Торичелли, освящено в 1837 году. Храм был уничтожен пожаром в 1942 году, позднее восстановлен. Сохранилась оригинальная колокольня в неоготическом стиле — одна из визуальных визитных карточек Ялты.  Объект культурного наследия народов РФ регионального значения. Рег. № 911711029950005 (ЕГРОКН).